# 팀 패터슨
팀 패터슨(Tim Paterson, 1956년 ~ )은 인텔 8086 용 운영 체제인 86-DOS를 만든 것으로 유명한 미국의 컴퓨터 프로그래머이다. 이 운영 체제는 게리 킬달 (Gary Kildall)이 만든 CP/M의 API ( Application Programming Interface)를 에뮬레이트했다. 86-DOS는 나중에 1980년대에 가장 널리 사용되는 개인용 컴퓨터 운영 체제인 MS-DOS의 기초가 되었다.

## 생애
패터슨은 시애틀 공립학교에서 수학 후, 1974년 잉그러햄 고등학교(Ingraham High School)를 졸업하였다. 그는 워싱턴주 시애틀의 그린 레이크에 위치한 '더 리테일 컴퓨터 스토어'(The Retail Computer Store)의 수리 기술자로 재직하면서, 워성턴 대학교를 다녔고, 1978년 6월, 우등으로 컴퓨터 과학사 학위를 취득하였다. 그는 시애틀 컴퓨터 프로덕츠(Seattle Computer Products)사에서 디자이너 및 엔지니어로 일하기 시작했다. 그는 애플 II 컴퓨터 상에서 CP/M 운영 체제를 실행하기 위하여 Z80 CPU를 장착한 마이크로소프트사의 Z-80 소프트카드의 하드웨어를 설계했다.
한 달 후 인텔이 8086 CPU를 출시하자, 패터슨은 1979년 11월에 출시된 S-100 8086 보드 설계 작업에 착수했다. 당시에 보드용으로 상용화된 유일한 소프트웨어는 마이크로소프트사의 Standalone Disk BASIC-86 뿐이었다. 당시의 표준 CP/M 운영 체제는 이 CPU에서 사용할 수 없었으며 실제 운영 체제가 없어서 판매가 저조하였다. 패터슨은 1980년 4월 QDOS (Quick and Dirty Operating System) 작업을 시작하여 CP/M 매뉴얼을 포함한 소스에서 CP/M의 API를 복사하여 호환 가능성이 높아지도록 하였다. QDOS는 곧 86-DOS로 이름이 바뀌었다. 버전 0.10 은 1980년 7월에 완성되었다. 버전 1.14에서는 86-DOS가 4000 줄의 어셈블리 코드로 증가했다. 1980년 12월, 마이크로소프트사는 86-DOS를 다른 하드웨어 제조업체에 판매 할 권리를 확보했다.
패터슨은 86-DOS가 CP/M과 호환 가능한 점은 인정하면서도, 86-DOS 프로그램이 그의 독창적인 작업이었으며 CP/M 코드를 작성하는 동안 그가 CP/M 코드를 참고했다는 주장을 부인했다. 2004년에 86-DOS가 CP/M을 "완전히 복제"한 것이라고 주장하는 책이 출간되자, 패터슨은 저자와 발행인을 명예 훼손으로 고소했다. 판사는 게리 킬달에 관한 책의 내용의 정확성에 대하여 "심각한 의혹"을 제기할 수 있는 증거를 패터슨이 제공하지 못했다는 것을 발견했다. 오히려 "데이비드 레퍼(David Lefer)의 메모를 면밀히 검토하면, ... 책자의 최종본 내용에 명확하게 근접하는 연구 사진이 제공되어, 책에서의 주장은 헌법에 의하여 보호되는 의견이고 허위라는 증거가 없다"는 근거로 사건은 기각되었다.
패터슨은 1981년 4월 SCP를 떠나 1981년 5월부터 1982년 4월까지 마이크로소프트사에서 근무했다. 패터슨은 SCP와 함께 잠깐 후, 자신의 회사로 팰컨 시스템즈로도 알려진 팰컨 테크놀로지를 설립하였다. 1983년 마이크로소프트사는 패터슨과 계약하여 MS-DOS를 ASCII사와 함께 개발 중인 MSX 컴퓨터 표준으로 이식했다. 패터슨은 회사 자금 조달을 위한 계약을 수락하고 1984년 MSX-DOS 운영 체제에 관한 작업을 완료했다. 팰컨 테크놀로지사는 MS-DOS에 대한 로열티 없는 라이센스를 확보하기 위하여 1986년 마이크로소프트사에 인수되었는데, 결국에는 피닉스 테크놀로지(Phoenix Technologies)사의 일부가 되었다. 패터슨은 1986년부터 1988년까지 마이크로소프트에서 두 번째로 일했으며, 1990년부터 1998년까지 세번째 근무를 하면서 비주얼 베이직 작업을 수행했다.
마이크로소프트사를 떠난 후 패터슨은 또 다른 소프트웨어 개발 회사인 패터슨 테크놀로지사를 설립했으며 코미디 센트럴 텔레비전의 프로그램인 배틀봇츠(BattleBots)에도 여러 번 출연했다. 패터슨은 SCCA 프로 랠리 시리즈에서 랠리 카로 경주했으며, 심지어 자신의 트립 컴퓨터를 설계하여 4륜 구동 포르쉐 911의 차축에 부착하기도 했다.